# Absender unbekannt
Absender unbekannt ist ein deutscher Spielfilm aus dem Jahre 1950 von Akos von Ratony. Altstar Henny Porten ist hier in ihrer ersten Nachkriegsrolle zu sehen, zugleich ihre einzige Produktion in der Bundesrepublik Deutschland. An ihrer Seite spielen Bruni Löbel und Cornell Borchers weitere Hauptrollen.

## Handlung
Die alte Direktorin einer Mädchenschule um die Jahrhundertwende führt bei aller mitmenschlichen Güte ein eisernes Regiment, so wie üblich in der Kaiserzeit Wilhelm II. Die Lehrerschaft sieht sich so manchen Streichen und Schabernack der koketten Schülerinnen ausgesetzt. Eine junge Lehrerin ist mit ihren entsprechenden Arbeitsbedingungen mehr als unzufrieden. Aus einer Stimmung beträchtlicher Resignation heraus verfasst sie einen Brief, den sie eigentlich nur für sich selbst geschrieben hatte. Mehr aus Übermut als aus Vernunftsgründen heraus, nennt sie den im Brief Angeschriebenen Mr. Brown in Kanada; einen Namen, den sie einem Lehrbuch für Handelskorrespondenz entnommen hat. Tatsächlich will es der Zufall, dass dieses Schreiben ohne Absender an den Adressaten abgeschickt wird. Eines Tages taucht eben jener Mr. Freddy Brown in Deutschland auf und kommt mithilfe seines in Hamburg lebenden Vetters Alfred Braun nach einigem Hin und Her der anonymen Absenderin auf die Spur. Prompt kommt es zu mehreren Verwicklungen, ehe sich die deutsche Lehrerin und der attraktive Kanadier kennen lernen und sich ineinander verlieben.

## Produktionsnotizen
Absender unbekannt wurde in der zweiten Jahreshälfte 1949 in den Real-Film-Studios von Hamburg-Wandsbek gedreht und am 10. Februar 1950 in Düsseldorf uraufgeführt. Die Berliner Premiere fand am 7. März 1950 statt.
Mathias Matthies gestaltete die Filmbauten. Gyula Trebitsch übernahm die Produktionsleitung. Dessen Gattin Erna Sander gestaltete die Kostüme, assistiert von Irms Pauli. Werner Pohl war für den Ton zuständig.
Obwohl die Porten namentlich als Erste geführt wird, ist ihre Rolle in diesem Film ziemlich klein.
Bruni Löbel und Cornell Borchers standen unmittelbar zuvor, ebenfalls 1949, in dem in Berlin entstandenen, US-amerikanischen Film Es begann mit einem Kuß gemeinsam vor der Kamera.
Der Stoff wurde schon mehrmals verfilmt: 1938 in Ungarn von Ladislao Vajda, 1940 in Italien von Vittorio De Sica, und 1945 von Fedor Ozep als spanisch-portugiesische Coproduktion.

## Kritiken
In der Frankfurter Rundschau konstatierte der Kritiker 1950, die Filmhandlung sei zwar belanglos, „aber witzig pointiert“.

„Schwank aus dem Milieu einer Mädchenschule — mit Schülerstreichen, Lehrerkarikaturen und einer etwas verzwickten Liebesgeschichte.“